# Dan Jones (ur. 1981)

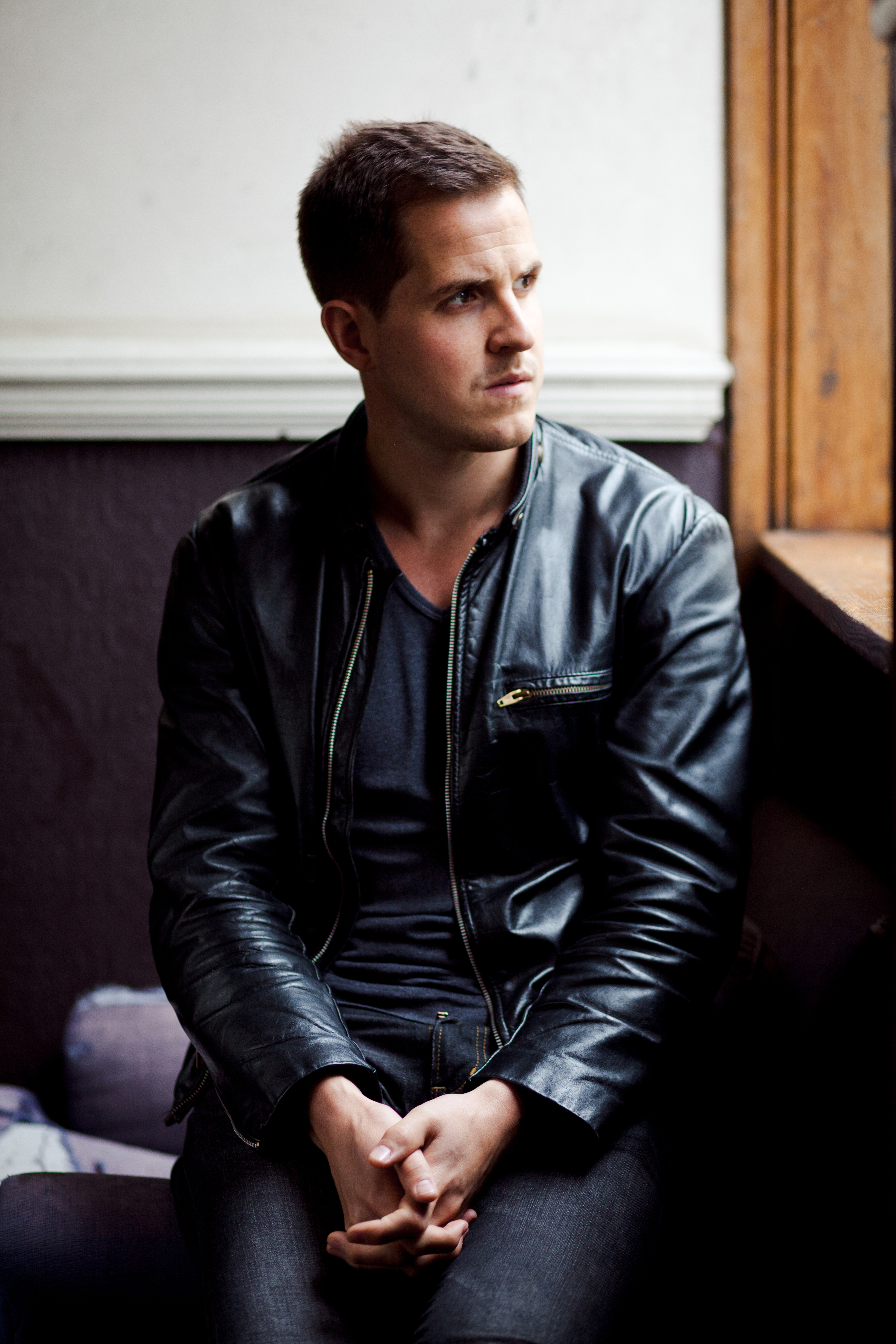
Dan Jones w roku 2012

Dan Gwynne Jones (ur. 27 lipca 1981 w Reading), brytyjski pisarz, historyk, dziennikarz.
Walijczyk. Absolwent The Royal Latin School i Pembroke College na University of Cambridge.

## Książki
- Summer of Blood: The Peasants’ Revolt of 1381, London, HarperPress, 2009, ISBN 978-0-00-721391-7.
- The Plantagenets: The Warrior Kings and Queens Who Made England, London, HarperPress, 2012, ISBN 978-0-00-721392-4
- Magna Carta: The Making And Legacy Of The Great Charter, London, Head of Zeus, 2014, ISBN 978-1-781-85885-1.
- The Wars of the Roses: The Fall of the Plantagenets and the Rise of the Tudors, New York, Viking, 2014, ISBN 978-0-670-02667-8. (tytuł brytyjski: The Hollow Crown: The Wars of the Roses and the Rise of the Tudors, London, 2014, ISBN 978-0-571-28807-6.)
- The Templars: The Rise and Spectacular Fall of God's Holy Warriors, London, Head of Zeus, 2017, ISBN 978-0-525-42830-5.
- The Colour of Time: A New History of the World, 1850-1960, London, Apollo, 2018, ISBN 978-1-78669-268-9.
- Crusaders: The Epic History of the Wars for the Holy Land, London, Head of Zeus, 2019
- The World Aflame: The Long War, 1914–1945, London, Apollo, 2020, ISBN 978-1-78854-778-9.
- Powers and Thrones: A New History of the Middle Ages, London, Head of Zeus, 2021, ISBN 978-1-78954-355-1.
- The Tale of the Tailor and the Three Dead Kings, London, Head of Zeus, 2021, ISBN 978-1-80110-129-5.
- Essex Dogs, London, Head of Zeus, 2022, ISBN 978-1-83893-791-1.
- Wolves of Winter, London, Head of Zeus, 2023 ISBN 978-1-83893-794-2.